# 第一次世界大战中的利比里亚
利比里亚在一战爆发后虽保持中立，但在美利坚合众国向德意志帝国宣战后，利比里亚加入协约国；最后并为一战的胜利者之一。

## 背景
一战爆发前，利比里亚处于贫困和动乱之中；其大约75%的对外贸易依赖德国，战争爆发造成对德国贸易额的下降，从而对利比里亚的经济造成了严重影响。尽管战争爆发后利比里亚很难在全球各国购得武器，但美国政府同意以半价出售给利比里亚武器，使利比里亚军队能够压制住叛乱。

## 加入一战
战争爆发后，与德国的贸易中断。而利比里亚一直维持中立直到1917年8月4日利比里亚对德国宣战。随后，利比里亚驱逐了德国在利比里亚的士兵。
利比里亚并没在一战做出贡献；1918年6月，首都蒙罗维亚遭受德国潜艇炮击；少数利比里亚军队在法国服役，不过他们没有参加战斗。 
1918年4月，利比里亚政府没收了德国在该国的资产，造成了利比里亚经济陷入混乱，特别是德国公司在当地经济中取代了利比里亚本土企业后。由于德国潜艇封锁影响了利比里亚的海上贸易，经济情况进一步恶化。 
作为协约国的一员，利比里亚从美国获得许多贷款，尽管这种财政支持在战争结束后就大大减少了。美国总统伍德罗·威尔逊提出一项贷款，以填补利比里亚加入一战的损失与支援他们，后被美国参议院否决。 